# فروچو پاری
فروچو پاری (انگلیسی: Ferruccio Parri؛ زاده ۱۹ ژانویهٔ ۱۸۹۰ – درگذشته ۸ دسامبر ۱۹۸۱) سیاستمدار، و روزنامه‌نگار اهل ایتالیا بود. وی از ۲۱ ژوئن ۱۹۴۵ تا ۱۰ دسامبر ۱۹۴۵ نخست‌وزیر ایتالیا بود.
فروچو پاری در ۸ دسامبر ۱۹۸۱، در سن ۹۱ سالگی درگذشت.
از فیلم‌هایی که وی در آن نقش داشته‌است، می‌توان به ماجرای ماتئی اشاره کرد.
وی همچنین برندهٔ جوایزی همچون نشان ستاره برنزی شده‌است.